# بوته‌زار درمنه
بوته‌زار درمنه (به انگلیسی: Sagebrush scrub) یک نوع پوشش گیاهی (زیست‌بوم) در بیابان‌های غربی ایالات متحده با ارتفاع متوسط تا بالا است که بوته‌های کم‌رشد و بردبار به خشکی از جمله درمنه (Artemisia tridentata) و وابستگان آن مشخص می‌شود. این نوع پوشش گیاهی غالب بیابان حوضه بزرگ است (استپ درختچه‌ای حوضه بزرگ)، در امتداد حاشیه بیابان موهاوه، از جمله در دامنه‌های جنوبی سیرا نوادا و رشته‌های عرضی کالیفرنیا، یافت می‌شود. در فلات کلرادو و منطقه کنیون‌لندز، جایی که ممکن است از آن به عنوان درختچه بیابانی خنک یاد شود.
اغلب در کنار جوامع جنگلی پینیون-سرو، بین ۴۰۰۰ تا ۷۰۰۰ فوت ارتفاع، و جایی که بارندگی سالانه ۱۵–۸ اینچ است، بارش بسیار مانند برف می‌بارد، رویش می‌کند.
گاهی در توده‌های خالص درمنه یا با همبستگانی که از منطقه‌ای به منطقه دیگر متفاوت است، رخ می‌دهد. درختچه درمنه ممکن است به عنوان زیراشکوب جنگلی پینیون-سرو یافت می‌شود.